# Wasserballclub Tirol
Der Wasserballclub Tirol, kurz WBC Tirol, ist ein österreichischer Wasserballverein aus Innsbruck in Tirol. Der Verein ging 1992 aus dem Tiroler Wassersportverein (TWV) hervor. Die Heimspiele werden im Landessportheim Innsbruck ausgetragen, die Vereinsfarben sind blau und gelb.

## Geschichte

### WBC Tirol
Die Wasserballabteilung des Tiroler Wassersportvereins, die in der Vereinschronik schon in den 1920er Jahren erwähnt wird, in den 1930er Jahren mehrere Male Bundesligameister wurde, stieg 1981 in die A-Liga auf, wurde 1990 neu aufgestellt und gewann 1991 und 1992 die österreichische Meisterschaft. 1992 wurde die Sektion ausgelagert und der Verein Wasserballclub Tirol gegründet.
Insgesamt konnten die Wasserballer 19 Mal österreichischer Staatsmeister werden, die Damen 9 Mal.
Erfolge
- 19 × Österreichischer Meister (Männer): 1991–1997, 1999, 2000, 2004, 2007–2014, 2016, 2019
- 9 × Österreichischer Meister (Damen): 2005–2007, 2009, 2012, 2016, 2017, 2018, 2019
- 4 × zweite Gruppenphase der EuroLeague
- 1 × 2. Platz in Alpe-Adria-League: 2007[4]

### WBC Innsbruck
Der WBC Innsbruck ist ein vom WBC Tirol initiierter Verein, der Talente an die Bundesliga heranführt. WBC Innsbruck wurde 2010 gegründet und spielt, wie WBC Tirol in der österreichischen ersten Spielstufe. In der Saison 2018/19 gründete der WBC Innsbruck zusammen mit der Turnerschaft Dornbirn eine Spielgemeinschaft, um auch in Vorarlberg Wasserball zu etablieren.